# Jun’ya Itō
Jun’ya Itō (jap. 伊東 純也, Itō Junya; * 9. März 1993 in Yokosuka) ist ein japanischer Fußballspieler.

## Karriere

### Verein
Itō spielte in der Jugend für die Kanagawa-Universität. Ito feierte sein Profidebüt 2015 in den Reihen von Ventforet Kofu. Im 2016 folgte dann der Wechsel zu Kashiwa Reysol.
Im Februar 2019 wurde er an den belgischen Verein KRC Genk bis zum Ende der Saison 2020/21 mit Kaufoption ausgeliehen. Bereits in der ersten Saison wurde er mit Genk belgischer Meister.
Ende März 2020 zog der Verein die Kaufoption zum Ende der Saison 2019/20 und schloss mit Itō einen neuen Vertrag nunmehr bis zum Ende der Saison 2022/23 ab. In der Saison 2020/21 bestritt er 36 von 40 möglichen Ligaspielen für Genk, bei denen er 11 Tore schoss, sowie vier Pokalspiele mit einem Tor, die mit dem Pokalsieg endeten. In der nächsten Saison waren es 39 von 40 Ligaspielen mit acht Toren, ein Pokalspiel, acht Spiele im Europapokal und das verlorene Spiel um den Supercup.
Ende Juli 2022 wechselte er, nachdem er im ersten Spiel der neuen Saison 2022/23 noch für Genk gespielt hatte, zum französischen Erstligisten Stade Reims und unterschrieb dort einen Vertrag mit einer Laufzeit bis Sommer 2026. Itō lief für Reims in drei Jahren als Stammkraft 106 Mal auf.
Im August 2025 kehrte er zum KRC Genk zurück.

### Nationalmannschaft
Itō wurde 2017 in den Kader der japanischen Fußballnationalmannschaft berufen und kam bei der Fußball-Ostasienmeisterschaft 2017 zum Einsatz. Bis Anfang Februar 2021 hat er insgesamt 31 Länderspiele für Japan bestritten.

## Erfolge
KRC Genk 
- Belgischer Meister: 2018/19
- Belgischer Pokalsieger: 2020/21
- Gewinner belgischer Supercup: 2019